# 아시안 하이웨이 43호선
아시안 하이웨이 43호선(AH43, )은 인도의 아그라와 스리랑카의 마타라까지 이어주는 총 연장 3,024 km의 거리를 가진 아시안 하이웨이 노선망이다. 기점인 아그라에서는 아시안 하이웨이 1호선과 만난다.

## 개요
아시안 하이웨이 43호선은 스리랑카보다는 인도의 여러 주요 도시들을 통과하고 있는 핵심 도로이기도 하다. 먼저 아그라에서는 아시안 하이웨이 1호선과 만나고, 괄리오르에서는 아시안 하이웨이 47호선과 접촉하며, 나그푸르에서는 아시안 하이웨이 46호선을, 하이데라바드와 벵갈루루에서는 아시안 하이웨이 45호선과 아시안 하이웨이 47호선이 서로 만난다. 그 외에도 접촉된 도로가 없는 유일한 도시인 마두라이가 있으며, 그 외에도 라메스와람을 통해 스리랑카의 초입부로 진입하게 되면, 탈라이만나르와도 접촉된다. 그 외에도 만나르를 거쳐 아누라다푸라를 지나 아시안 하이웨이 44호선과 만나게 되는 담불라를 건너오게 된다. 그 후로는 쿠루네갈라, 캔디, 콜롬보, 갈 그리고 마타라 등을 모두 통과한다.

## 주요 경유지

### 인도
- 국도 제44호선 : 아그라 - 마두라이
- 국도 제85호선 : 마두라이 - 티루프바남 (시바간가이구)(영어판)
- 국도 제87호선 : 티루프바남 - 다누쉬코디(영어판)

## 분기점
인도
- : 아그라
- : 괄리오르
- : 나그푸르
- : 방갈루루
- : 크리쉬나기리

스리랑카
- : 담불라

## 같이 보기
- 아시안 하이웨이
- 유럽 고속도로